# 伊萬尼夫斯凱 (錫內利尼科韋區)
48°11′42″N 35°45′50″E / 48.19500°N 35.76389°E
伊萬尼夫斯凱（烏克蘭語：Іванівське）是位於烏克蘭中部的村莊，由第聶伯羅彼得羅夫斯克州裡錫內利尼科韋區的瓦西里基夫卡市鎮負責管轄。該村分別距離盧比揚齊1公里、迪布里夫卡1.5公里和皮西門內2.5公里，2001年人口20。